# 李居山
李居山（1926年—1993年），男，原籍黑龙江富锦，生于辽宁本溪，中国电影美术师、电影美术教育家，曾任北京电影学院教授、美术系主任和中国电影家协会理事。